# Gestur Pálsson

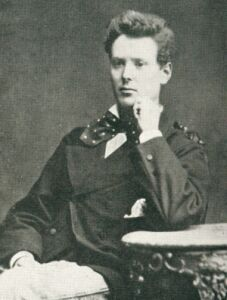
Gestur Pálsson

Gestur Pálsson (* 25. September 1852 in Island; † 19. August 1891 in Kanada) war ein isländischer Schriftsteller und Journalist. Er wurde auf der Farm Miðhús nahe Reykhólar in dem Bezirk Barðastrandsýsla in den Westfjorden geboren und wuchs dort auf. Er war unter anderem einer der vier Herausgeber der isländischen Zeitschrift Verðandi im Jahre 1882.

## Leben
Nach seinem Schulabschluss 1875 ging er nach Kopenhagen, um dort u. a. Theologie zu studieren. Er blieb der Universität nach zweijährigem Studium jedoch fern, ohne einen Abschluss zu machen. Nach seiner Rückkehr nach Island verbrachte er ein Jahr in seiner Heimat und verlobte sich. Danach ging er nach Kopenhagen zurück, um seinen Abschluss nachzuholen.
Im Jahre 1882 gab er gemeinsam mit Einar H. Kvaran, Hannes Hafsteinn und Bertel Ó. Þorleifsson die einzige Ausgabe der Zeitschrift Verðandi heraus. Diese setzte sich aus Gedichten und Erzählungen der vier Herausgeber zusammen, welche im Stil des Realismus und im Geiste des Modernen Durchbruchs verfasst waren. Der Moderne Durchbruch griff ab den 1870er Jahren in Skandinavien um sich und forderte eine realistischere und gesellschaftskritischere Literatur. Seine bekanntesten Vertreter sind Henrik Ibsen, August Strindberg und Alexander Lange Kielland.
Der Beitrag Gesturs in Verðandi war eine Novelle mit dem Titel "Das Liebesheim" (Kærleiksheimilið), die noch heute eine seiner bekanntesten Erzählungen darstellt. Sie kritisiert insbesondere die heuchlerische "christliche Bruderliebe" und die Selbstlüge der Menschen. Besondere Sympathie entwickelt der Autor in seinen Kurzgeschichten für die Armen und aus der Gesellschaft ausgestoßenen Menschen.
Hauptsächlich arbeitete Gestur jedoch als Redakteur. Er gab weitere Zeitschriften und Zeitungen heraus, so zunächst Þjóðólfur und danach Suðri, letztere wurde 1886 eingestellt. Im Jahre 1890 wanderte Gestur nach Winnipeg aus und übernahm dort die Redaktionsleitung der Zeitschrift Heimskringla, eine Zeitung für ausgewanderte Isländer in Kanada. Ein Jahr später starb er an einer Lungenentzündung.

## Werk
Gestur Pálsson war einer der Hauptvertreter des Realismus auf Island und Anhänger Georg Brandes. Am bekanntesten sind seine Kurzgeschichten (u. a. Ein Liebesheim, Sigurd der Bootsführer, Ein Frühlingstraum) und seine gesellschaftskritischen Vorlesungen Lifið í Reykjavík (Das Leben in Reykjavík), Menntunarástandið á Íslandi (Der Bildungszustand auf Island) und Nýi skáldskápurinn (Die neue Dichtung), in denen er sowohl die mangelnde Bildungssituation auf Island anprangert, wie auch die mangelnde Orientierung der isländischen Schriftsteller an der Literatur anderer skandinavischer und europäischer Länder. Auch den starken Fokus der isländischen Literatur auf die Romantik und die Sagas bezeichnet er als Rückständigkeit. Mit dieser modernen und dem Realismus zugewandten Einstellung zog er auf Island besonders die Kritik konservativer Schriftsteller, u. a. von Einar Benediktsson, auf sich.